# Tramo medio del río Aragón
Tramo medio del río Aragón este o arie protejată (arie specială de conservare — SAC, sit de importanță comunitară — SCI) din Spania întinsă pe o suprafață de 2.699,75 ha, integral pe uscat.

## Localizare
Centrul sitului Tramo medio del río Aragón este situat la coordonatele 42°32′31″N 1°20′34″W / 42.542°N 1.3428°V.

## Înființare
Situl Tramo medio del río Aragón a fost declarat sit de importanță comunitară în martie 1999 pentru a proteja 38 de specii de animale. Situl a fost protejat și ca arie specială de conservare în august 2016.

## Biodiversitate
Situată în ecoregiunea mediteraneană, aria protejată conține 18 habitate naturale: Râuri cu maluri nămoloase cu vegetație de Chenopodion rubri p.p. și Bidention p.p., Pante stâncoase calcaroase cu vegetație casmofită, Păduri de Quercus ilex și Quercus rotundifolia, Matorral arborescenți cu Juniperus spp., Lacuri eutrofice naturale cu vegetație de tip Magnopotamion sau Hydrocharition, Matorral arborescenți cu Laurus nobilis, Pajiști umede mediteraneene cu ierburi înalte de Molinio-Holoschoenion, Lande oro-mediteraneene cu formațiuni endemice de grozamă, Cursuri de apă de la nivel de câmpie la nivel montan, cu vegetație Ranunculion fluitantis și Callitricho-Batrachion, Galerii de Salix alba și de Populus alba, Râuri mediteraneene cu debit permanent cu specii de Paspalo-Agrostidion și galerii riverane de Salix și de Populus alba, Mlaștini calcaroase cu Cladium mariscus și specii de Caricion davallianae, Râuri de munte și vegetația lor lemnoasă cu Salix elaeagnos, Formațiuni stabile xerotermofile de Buxus sempervirens pe pante stâncoase (Berberidion p.p.), Peșteri inaccesibile publicului, Pseudostepă cu ierburi și specii anuale de Thero-Brachypodietea, Păduri iberice de Quercus faginea și Quercus canariensis, Liziere de ierburi înalte hidrofile de câmpie și de nivel montan până la alpin.
La baza desemnării sitului se află mai multe specii protejate:
- păsări (26): fluierar de munte (Actitis hypoleucos), pescăruș albastru (Alcedo atthis), fâsă-de-câmp (Anthus campestris), acvilă de munte (Aquila chrysaetos), Aquila fasciata, stârc cenușiu (Ardea cinerea), buha (Bubo bubo), ciocârlie-cu-degete-scurte (Calandrella brachydactyla), caprimulg (Caprimulgus europaeus), șerpar (Circaetus gallicus), erete de stuf (Circus aeruginosus), erete cenușiu (Circus pygargus), presură de grădină (Emberiza hortulana), șoim călător (Falco peregrinus), Galerida theklae, vulturul pleșuv sur (Gyps fulvus), acvilă pitică (Hieraaetus pennatus), ciocârlie de pădure (Lullula arborea), ciocârlie de bărăgan (Melanocorypha calandra), gaia neagră (Milvus migrans), gaia roșie (Milvus milvus), vultur egiptean (Neophron percnopterus), Phalacrocorax carbo sinensis, Pyrrhocorax pyrrhocorax, lăstun de mal (Riparia riparia), silvie de tufiș (Sylvia undata)
- mamifere (9): castor (Castor fiber), vidră de râu (Lutra lutra), liliac cu aripi lungi (Miniopterus schreibersii), nurcă (Mustela lutreola), liliac cu urechi de șoarece (Myotis blythii), liliac cărămiziu (Myotis emarginatus), liliacul mediteranean cu potcoavă (Rhinolophus euryale), liliacul mare cu potcoavă (Rhinolophus ferrumequinum), liliacul mic cu potcoavă (Rhinolophus hipposideros)
- pești (2): Cobitis calderoni, Parachondrostoma miegii
- reptile (1): țestoasa de baltă (Emys orbicularis)

Pe lângă speciile protejate, pe teritoriul sitului au mai fost identificate 2 specii de plante, 1 specie de păsări, 3 specii de amfibieni, 6 specii de mamifere, 1 specie de nevertebrate, 3 specii de pești, 1 specie de reptile.